# جون براينت (لاعب اتحاد الرغبي)
جون براينت (بالإنجليزية: Jonathan Bryant)‏ هو لاعب اتحاد الرغبي بريطاني، ولد في 14 أكتوبر 1976 في أبردير ‏ في المملكة المتحدة.